# Bio art

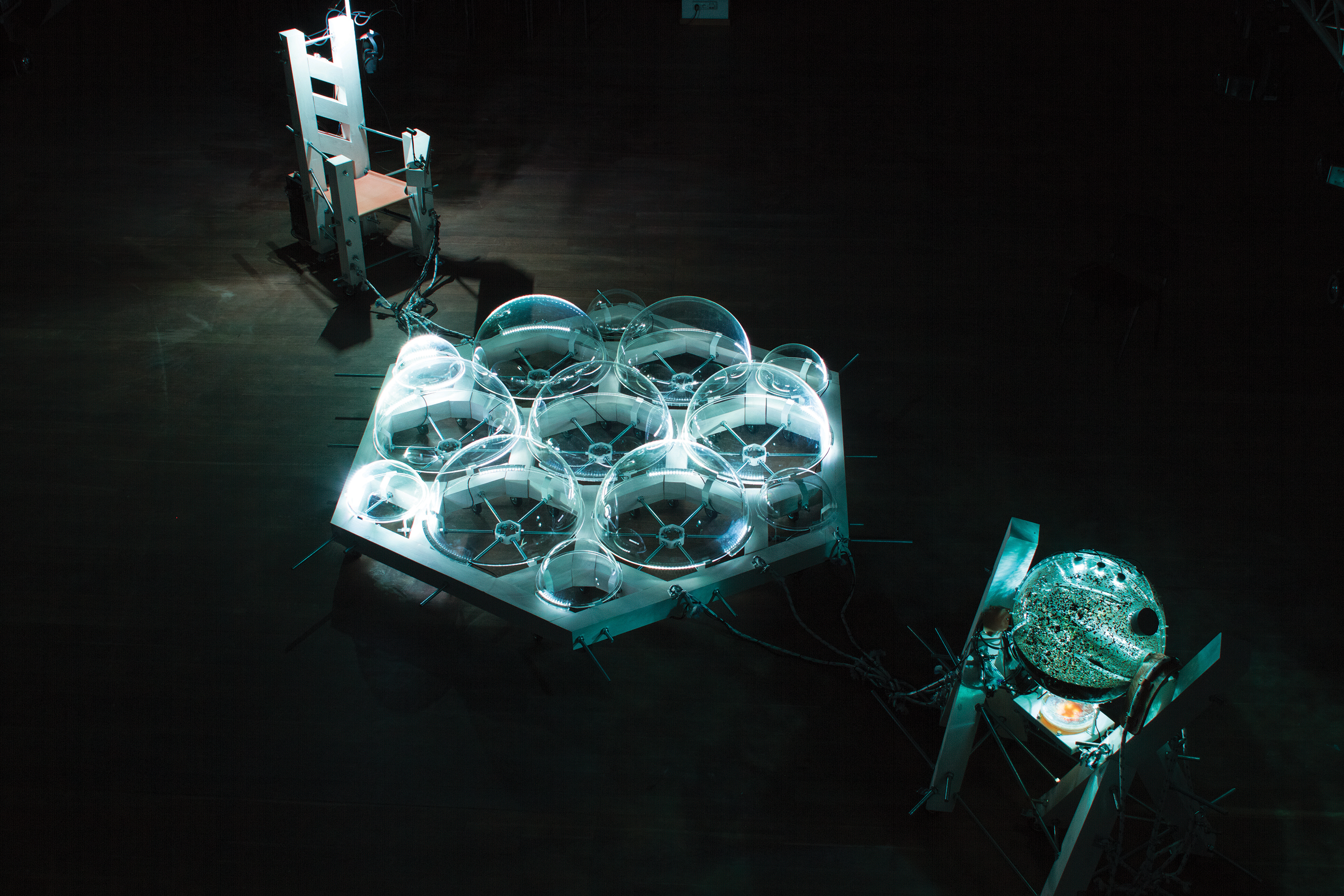
Elvin Flamingo – „WE – THE COMMON BODY„ + Infer (Radosław Deruba, Patryk Chyliński)

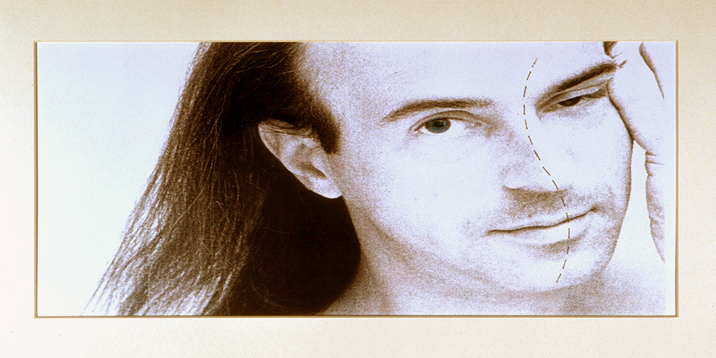
Portet Sérgio Valle Duarte, który pokazuje podobieństwo pomiędzy klonowaniem a fotografią.

Bio art (także wet art, transgenic art, vivoart, sztuka genetyczna) – sztuka używająca rozmaitych form życia jako podstawowej materii artystycznej. Artyści tworzący dzieła, które zwykło się określać mianem bio art, opierają swoją twórczość artystyczną na wykorzystywaniu metod współczesnej biologii i biotechnologii. Utwory bio art niekiedy inspirowane są i wykorzystują kultury tkankowe, neuropsychologię, inżynierię genetyczną. 
Zakres BioArtu jest przez niektórych artystów uważany za ściśle ograniczony do "żywych form", podczas gdy inni włączają do niego sztukę wykorzystującą wyobrażenia współczesnej medycyny i badań biologicznych, lub wymagającą, by poruszała kontrowersje lub niewidoczne aspekty charakterystyczne dla nauk przyrodniczych. Tworzenie żywych istot i badanie nauk biologicznych wiąże się z pytaniami etycznymi, społecznymi i estetycznymi. W ramach BioArtu trwa debata, czy wszelkie formy artystycznego zaangażowania w nauki biologiczne i ich społeczne konsekwencje (np. w postaci obrazów z medycyny) powinny być uważane za część ruchu artystycznego, czy tylko takie dzieła sztuki, które zostały stworzone w laboratorium, są klasyfikowane jako sztuka organiczna.

## Przegląd
BioArt pojawił się pod koniec XX wieku i na początku XXI wieku. Chociaż artyści BioArtu pracują z żywą materią, istnieje pewna debata odnośnie do etapów, w których materię można uznać za żyjącą. Tworzenie żywych istot i praktykowanie nauk biologicznych prowadzi do rozważań etycznych, społecznych i estetycznych.
Przegląd BioArt często ma na celu podkreślenie tematów i piękna w biologicznych podmiotach, poruszenie lub zastanowienie się nad filozoficznymi koncepcjami czy trendami w nauce, a czasami może być szokujący lub humorystyczny. Podnosząc pytania o rolę nauki w społeczeństwie, "większość tych prac ma charakter refleksji społecznej, przekazując krytykę polityczną i społeczną poprzez połączenie procesów artystycznych i naukowych.Dzieła BioArtu najczęściej są postrzegane jako wkład w społeczne, polityczne i ekonomiczne pytania wynikające z badań naukowych, jednak czasami przyczyniają się i przynoszą postępy w badaniach.

## Artyści w laboratoriach
Chociaż większość osób uprawiających BioArt jest kategoryzowana jako artyści w tej nowej dziedzinie, mogą być również postrzegani jako naukowcy. W BioArte artyści często współpracują z naukowcami, a w niektórych przypadkach sami są naukowcami. Podczas gdy niektórzy artyści mają wcześniejsze wykształcenie naukowe, inni muszą być szkoleni w celu przeprowadzenia procedur lub pracować wspólnie z naukowcami, którzy potrafią wykonywać wymagane zadania.

### Historyczny BioArt
W poprzednich wiekach artyści bardziej krytycznie podchodzili do obrazów z nauk przyrodniczych i rozumieli je nie tylko jako prostą ilustrację odkryć biologicznych, ale jako proces związany z epoką i odpowiednim słownictwem stylowym.
Leonardo da Vinci, urodzony w 1452 roku, znany z arcydzieł takich jak Mona Lisa czy Ostatnia Wieczerza, głęboko angażował się w przecięcie nauki i sztuki. Aby tworzyć dokładne i realistyczne dzieła, przeprowadzał dogłębne badania anatomii, sekcjonując około 30 ludzkich trupów, czasami przeprowadzając sekcję wielu ciał w jeden dzień. Dążenie Leonarda do wiedzy z zakresu nauk przyrodniczych, w tym szczegółowe badania roślin, optyki i światła, było napędzane celem zwiększenia jego przedstawień artystycznych. Głębokie badania Leonarda da Vinci nad anatomią i ruchem ludzkim zapowiadały współczesną robotykę, łącząc anatomię z inżynierią i projektując automaty, które naśladowały ludzkie ruchy.
Ernst Haeckel był niemieckim biologiem, zoologiem i artystą przełomu XIX i XX wieku, który używał sztuki do ilustrowania swoich naukowych odkryć przed makrofotografią i mikroskopią fotograficzną. Starannie rejestrował ukryte zawiłości naturalnych form za pomocą jego żywych i stylizowanych rysunków. Jego ceniona publikacja "Kunstformen Der Natur" (Formy sztuki w przyrodzie) z 1904 roku jest do dziś uważana za "wizualną encyklopedię" żywych organizmów. Jego praca łącząca biologię i sztukę nie tylko promowała darwinizm w Niemczech, ale także głęboko wpłynęła na sztukę, wzornictwo i architekturę wczesnego XX wieku.

### Współczesny BioArt

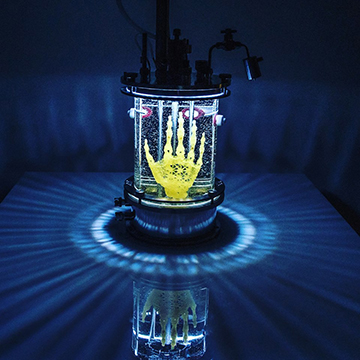
"Regenerative Reliquary" autorstwa Amy Karle, rzeźba bioart z 2016 roku

Pojęcie sztuki transgenicznej ("transgenic art") zostało wprowadzone w 1998 roku przez Eduardo Kac i odnosi się do formy sztuki, "która za pomocą metod genetycznych przenosi syntetyczne geny do jednego organizmu lub naturalny materiał genetyczny z jednego gatunku do drugiego, tworząc w ten sposób unikalne żywe istoty". Jeszcze przed tą definicją, w 1986 roku Reiner Maria Matysik przedstawił projekt artystyczny o nazwie "Rekombination". Celem sztuki transgenicznej jest tworzenie organizmów noszących obcy DNA. W wizji Kaca sztuka może kontynuować ewolucję i faktyczne tworzenie nowych żywych istot. Najbardziej znane prace Eduardo Kaca to Genesis (1998/99), The Eight Day (2000/2001) oraz GFP Bunny (2000), które zamówił w 2000 roku jako stworzenie transgenicznej króliczki GFP. "Kampania PR zawierała zdjęcie Kaca trzymającego białego królika oraz drugiego królika fotograficznie wzmocnionego, aby wyglądał na zielonego."
SymbioticA stworzyła jedno z pierwszych laboratoriów sztuki/nauki dla artystów zainteresowanych pracą z metodami i technologiami BioArt. Niektórzy założyciele SymbioticA, Oron Catts i Ionat Zurr założyli również projekt The Tissue Culture & Art. Od wczesnych lat 90. The Tissue Culture & Art Project pracuje nad sztuczną produkcją tkanki biologicznej, gdzie hodowla komórek służy jako medium artystyczne. Prace TC&A dotyczą między innymi żywności, odzieży z hodowli tkankowej, form rzeźbiarskich z hodowli tkanin oraz zmieniającej się relacji między żywym a nieżyjącym towarzystwem. W ramach swoich badań artystycznych twórcy wprowadzili termin "Semi-Living", opisując nową kategorię życia stworzoną w laboratorium.
W 2003 roku, The Tissue Culture & Art Project we współpracy ze Stelarc wyhodował 1/4 replikę ucha z ludzkich komórek, tworząc projekt Extra Ear. Projekt został przeprowadzony w Symbiotica. W 2006 roku Marc Stelarc przeszedł pierwszą z dwóch operacji, podczas których wszczepiono mu "Ucho Na Ramieniu". Druga operacja polegała na wszczepieniu mikrofonu w wszczepione ucho, aby mogło ono słyszeć. Wszczepione ucho następnie przekazywało dźwięk do innych części świata, dzięki czemu ludzie mogli słuchać tego, co ucho na ramieniu słyszy. Połączył je z internetem, co jeszcze bardziej połączyło jego biologię z technologią, ale otworzyło również możliwość włamania się. Projekt trwał ponad 12 lat.
Amy Karle jest uznawana za pierwszą bioartystkę łączącą nauki komputerowe i nauki przyrodnicze, biotechnologię i infotechnologię. W latach 2015–2016 Karle stworzyła Regenerative Reliquary, rzeźbę z bio-drukowanych rusztowań do hodowli ludzkich komórek macierzystych MSC w kształcie ludzkiej dłoni, umieszczoną w bioreaktorze. Początkowe wersje tego dzieła stworzyła we współpracy z naukowcami, biospecjalistami, specjalistami ds. materiałów i technologami. W 2019 roku stworzyła biomechaniczną rzeźbę w kształcie bijącego ludzkiego serca wystawioną w Japonii, gdzie historycznie istniała duża kontrowersja wokół przeszczepu narządów, zwłaszcza przeszczepów serca. Dzieło sztuki proponuje przeprojektowany układ naczyniowy z potencjałem poprawy funkcji serca oraz możliwość hodowli organów zastępczych w laboratorium zamiast używania ludzkich lub innych zwierzęcych przeszczepów, jednocześnie zadając pytania o implikacje poprawy tego, czym jest bycie człowiekiem, i wpływ na ewolucję. Amy Karle była wcześniej artystką dyplomatką w Polsce i artystką rezydentką w Centrum Nauki Kopernik w Warszawie.

### polscy bioartystowie
Wśród polskich artystów bioartu jest m.in. Michał Brzeziński, który łącząc afektywne oddziaływania własnego ciała i rozmaitych organizmów żywych z systemami informatycznymi tworzy interaktywne instalacje, a także koncerty, w których np. rośliny i mikroorganizmy sterują obrazami i dźwiękami. Inni bioartowi polscy artyści to m.in. Elvin Flamingo i Karolina Sulich.

## Ważne wystawy bioartu

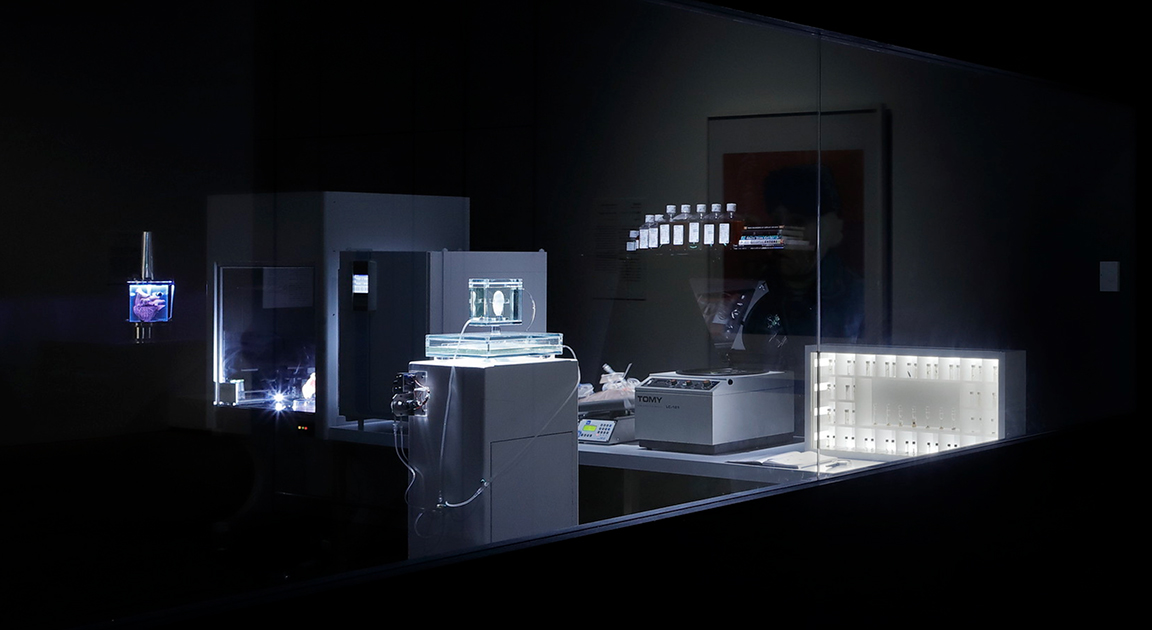
Dzieło bioart w bio-atelier w Muzeum Sztuki Mori (Tokio, Japonia)

Ars Electronica w Linz w Austrii oraz Festiwal Ars Electronica były wczesnymi adaptatorami prezentującymi i promującymi bioart i nadal są pionierami w zakresie dzielenia się i promowania bioartu, projektów życiowych i bioartystów. Ich długoletnia nagroda Prix Ars Electronica, która prezentuje i docenia artystów w różnych kategoriach mediów, obejmuje kategorie sztuk hybrydowych i sztuki życia, które obejmują bioart.
W 2016 roku tematem Biennale Sztuki Mediów w Pekinie była "Etyka Technologii", a w 2018 roku "<Post-Life>". Biennale odbywa się w CAFA Museum w Pekinie, Chinach i obejmuje główne prace w zakresie sztuk biologicznych, z tematycznymi wystawami. Biennale 2018 obejmowało międzynarodowe prace związane z tematycznymi tematami "Data Life", "Mechanical Life" i "Synthesized Life", a przestrzeń wystawowa Lab Space koncentrowała się na prezentacji międzynarodowej praktyki laboratoryjnej w sztuce i technologii.
Centre Pompidou w Paryżu, Francja, zaprezentowało w 2019 roku "La Fabrique Du Vivant", "Tkanka Życia", zbiorową wystawę żywego i sztucznego życia z najnowszymi pracami artystów, projektantów i badań z laboratoriów naukowych. Dzieła sztuki kwestionują związki między żywym a sztucznym, a także procesy sztucznego odtwarzania życia; manipulacja procedurami chemicznymi na materii żywej; samo generujące się prace o zmiennych formach; hybrydowe prace z materii organicznej i przemysłowej, lub hybrydyzacja ludzkich i roślinnych komórek. W tej erze technologii cyfrowych artyści czerpią z świata biologii, rozwijając nowe środowiska społeczne i polityczne oparte na problemach tych żyjących w tej erze.
Mori Art Museum w Tokio, Japonia, "Przyszłość i Sztuka: SI, Robotyka, Miasta, Życie - Jak Ludzkość Będzie Żyć Jutro" w latach 2019-2020. Była to zbiorowa wystawa, która obejmowała "bio atelier" z bioartami od prominentnych bioartystów z całego świata. Jednym z celów kuratorskich było wywołanie kontemplacji - poprzez najnowsze osiągnięcia naukowe i technologiczne w dziedzinach takich jak sztuczna inteligencja, biotechnologia, robotyka i rzeczywistość rozszerzona używane w sztuce, dizajnie i architekturze - jak ludzie, ich życie i kwestie środowiskowe mogą wyglądać w najbliższej przyszłości z powodu tych rozwojów.